# Cankova
Cankova este o localitate din comuna Cankova, Slovenia, cu o populație de 481 de locuitori.